# 에어 매니지먼트 2
《에어 매니지먼트 2: 항공왕을 노려라》(일본어: エアーマネジメントII 航空王をめざせ 에아마네지멘토츠코쿠오오메자세[*])는 현 코에이(KOEI)의 전신 코에이(光英)에서 개발된 비즈니스 경영 시뮬레이션 게임이다. 1993년 4월 2일 슈퍼 패미컴(SFC) 기종으로 개발되었으며 이후 메가 드라이브(MD)로 이식되었으며 PC-9801으로 이식될 때는 타 기종에 몇 가지 새로운 요소가 추가되었다. 전작인 에어 매니지먼트 1과 달리 리메이크되진 않았지만 2004년 2월 20일에 개발된 《코에이 25주년 기념팩 Vol.7》에 노부나가의 야망 풍운록, 대항해시대 2와 함께 수록되어 있으며, 《KOEI The Best》에도 단독으로 판매되고 있다.
전작에 비해 새로 개발된 요소는 현재 항공 비즈니스의 주류인 허브 앤 스포크 시스템을 도입해 동남아시아(이 지역은 동아시아라고 봐야 한다), 중동, 유럽, 아프리카, 북아메리카, 남아메리카, 오세아니아 7개 대륙 중 하나의 도시에 이른바 허브 항공인 지사를 설립하는 방식으로 총 4개 대륙에서 1등을 기록하는 것이 게임의 목표이다.

## 게임의 특징
국가간의 우호도가 총 4단계의 파라미터로 설정되어 있어 시나리오 1에서는 1940년부터 계속된 냉전으로 인해 미국, 영국, 일본 등 서구권과 소련과 동독 등 동구권 사이는 적대 관계로 설정되어있어 슬롯의 교섭조차 마음대로 할 수 없다. 기다리고 있지 않아도 동구권에서 서구권의 기체를, 서구권에서 동구권의 기체를 구입할 수 있게 되는 경우가 있다. 특정 도시, 대륙에 관광 열풍이 생겨나 그 도시에 노선 수요가 급격히 늘어나기도 하며 이외에도 올림픽이나 엑스포 등 고정 이벤트 시에도 노선 수요가 늘어난다.

### PC-98의 새로운 요소
- 1955년부터 2020년까지 계속 진행되는 다섯 번째 시나리오인 〈과거부터 미래로〉가 있다.
- 한 나라의 특정 거점 도시 뿐만 아니라 모든 도시에 본사와 지사를 두는 것이 가능해졌다.
- 이코노미, 비즈니스, 퍼스트 3단계의 좌석을 배분하거나 서비스의 질을 변화시키는 등의 세세한 설정이 가능해졌다. 그러므로 전석 퍼스트의 호화 리조트선을 만드는 것도 가능해졌다.

## 시나리오
첫 번째 시나리오〈제트시대의 개막〉
- 1955년 4월 ~ 1975년 1월
- 동남아시아와 아프리카에 있었던 영국, 프랑스의 식민지가 차례차례 독립된다.
- 제2차 ~ 제4차 중동전쟁으로 인해 카이로 공항이 가끔씩 폐쇄된다.

두 번째 시나리오〈대량 수송 시대〉
- 1970년 4월 ~ 1990년 1월
- 콩코드가 이 시나리오에서만 등장한다.
- 1970년 7월에 오사카 엑스포가 개최된다.

세 번째 시나리오〈세계를 가리는 항로〉
- 1985년 4월 ~ 2005년 1월
- 1985년 7월에 소련이 페레스트로이카를 실시해서 동서 진영간에 항공기 발주가 자유화된다.
- 2000년 하계 올림픽까지는 거의 사실대로 구현하지만 2004년 이후로는 올림픽 개최지가 랜덤하게 진행된다.

네 번째 시나리오〈신세대의 네트워크〉
- 2000년 4월 ~ 2020년 1월
- 보잉의 1000인승 점보 〈B2000HC〉라는 가공의 항공기가 등장한다.
- 노르웨이, 스위스, 러시아, 우크라이나, 벨로루시가 EC에 가입하는 가공의 이벤트가 진행된다.

다섯 번째 시나리오〈과거부터 미래로〉(PC-9801, DOS, 윈도 버전만 제공)
- 1955년 4월 ~ 2020년 1월
- 첫 번째 시나리오부터 네 번째 시나리오를 모두 플레이할 수 있는 상급자를 위한 시나리오이다.

## 시스템
플레이어는 세계 여러 도시 가운데 한 도시를 정하여 본사로 삼아야 한다. 노선 개설은 원하는 도시에 직원을 파견하여 슬롯을 얻어야 한다. 1슬롯은 1대의 여객기가 1주일에 1편 운항하기 위해 필요하다. 슬롯을 얻는 데에는 국가 간 우호도가 크게 좌우되며 적게는 1슬롯에서 많게는 200슬롯 이상까지 획득 가능하다. 두 개의 대륙 사이에는 1개 노선만이 간선으로 개설 가능하며 본사가 없는 다른 대륙에 노선을 개설한 첫 번째 도시에 지사를 건설하여 다시 나뭇가지처럼 노선을 확장하는 구조이다. 예를 들어 서울(아시아) - 로스앤젤레스(북미)가 개설되면 같은 아시아 - 북미 노선인 서울 - 뉴욕이나 서울 - 시카고는 개설할 수 없다. 노선을 개설하는 데도 경비가 소모되며, 노선을 개설할 때는 투입할 여객기의 기종, 투입할 여객기 댓수, 1주일에 운항할 편수, 좌석 비율 조정, 기내식 수준, 탑승 요금을 결정해야 한다. 모든 것을 결정하면 노선이 최종 개설된다. 하나의 항공사가 개설할 수 있는 항로 수는 총 50 항로이다.

## 우호도
게임에서 중요하게 작용하는 것은 국가간의 우호도이다. 총 4단계의 파라미터로 설정되어 있다.(친밀 - 우호 - 보통 - 적대) 시나리오1에서는 1940년대 후반부터 계속된 냉전으로 인해 미국, 영국, 일본 등의 제1세계와 소련과 동독 등의 제2세계 사이에는 적대적인 관계가 설정되어있어 슬롯의 교섭이 힘들고 제1세계의 국가는 소련제의, 제2세계 국가는 미국제의 항공기 구입이 불가능하다. 유럽제 항공기는 1,2세계 모두 구입이 가능하다. 또한 관계가 낮은 국가 간의 항공 노선은 탑승률이 저조하다. 제1세계와 제2세계 내부의 국가간의 우호도는 친밀이다. 또 해당 국가의 정책 이벤트로 인해 국가간 우호도가 변화하기도 한다.(예를 들어 소련과 한국의 우호도는 초기에는 보통이다가 소련에 페레스트로이카 이벤트가 발생하면 우호로 상승한다.)

### 제1세계 국가
미국, 영국,  서독,  이탈리아,  스페인,  노르웨이,  캐나다,  일본,  네덜란드,  벨기에,  덴마크,  호주,  뉴질랜드 등이 속해있다. 제2세계 국가와 적대 관계에 놓여 있으며  중국,  에티오피아,  이란,  이집트 등과는 보통이고  한국,  중화민국, 중남미 국가들과 우호 관계이다.

### 제2세계 국가
소비에트 연방,  동독,  쿠바,  에티오피아가 속해있다. 제1세계 국가와 적대관계에 놓여 있으며  중국,  이란,  파키스탄 등과 우호 관계에 있으며  한국,  그리스 등과는 보통 관계이다.

### 기타 국가
한국,  멕시코,  스웨덴,  스위스,  핀란드 같은 중립 성향의 국가들과 제3세계 국가들(아프리카, 중남미)은 대체로 평이한(우호와 보통이 대다수) 우호도를 가진다.

## 등장하는 항공기 목록

### 미국 제
미국 보잉社
- B777계　　（*PC-98판 데이터）

　*B777　　　　360席　　8800km　　$6000万　　1996年
- B767계

　*B767　　　　230席　　6500km　　$3500万　　1985年
- B757계

　*B757　　　　200席　　4700km　　$3250万　　1985年
- B747계

　*B747-400　　550席　　11500km　　$15000万　　1989年
　*B747-300　　500席　　10800km　　$12500万　　1983年
　*B747-200　　450席　　10800km　　$11550万　　1970年
- B737계

　*B737-300　　120席　　2600km　　$3100万　　1985年
　*B737-200　　110席　　2400km　　$2400万　　1968年
- B727계

　*B727-200　　150席　　4200km　　$3300万　　1967年
　*B727-100　　110席　　3700km　　$2640万　　1964年
- B707계

　*B707-320　　160席　　8900km　　$5500万　　1960年
　*B707-120　　140席　　6700km　　$4230万　　1958年
 미국 더글러스社　（맥도널 더글러스）
- MD-12계

　*MD12　　　　400席　　12800km　　$12000万　　1995年
- MD-11계

　*MD11　　　　360席　　12400km　　$10200万　　1991年
- MD-80계

　*MD80　　　　150席　　5700km　　$3000万　　1981年
- DC-10계

　*DC10　　　　350席　　8900km　　$7500万　　1971年
- DC-9 계

　*DC9-30　　　120席　　2400km　　$2080万　　1966年
- DC-8 계

　*DC8-60　　　240席　　9500km　　$5100万　　1967年
　*DC8-50　　　150席　　9700km　　$4950万　　1961年
　*DC8-30　　　140席　　8200km　　$4800万　　1959年
- DC-6 계

　*DC6　　　　　80席　　6400km　　$1120万　　1947年
 미국　록히드 마틴社
- L-1011계

　*L1011　　　　350席　　7200km　　$8800万　　1972年
- L-1049계

　*L1049　　　　 90席　　7600km　　 $2420万　　1951年

### 유럽제
EU　에어버스社
- A340계

　*A340　　　　　 330席　　14200km　　$11000万　　1993年
- A320계

　*A320　　　　　 180席　　6700km　　　$2800万　　1982年
- A310계

　*A310　　　　　 280席　　9600km　　$4750万　　1985年
- A300계

　*A300-600　　　370席　　8800km　　$6200万　　1985年
　*A300　　　　　 350席　　5800km　　$6000万　　1975年
 프랑스 쉬드社　(Sud Aviation)
- 카라벨계

　*카라벨 80席　　2400km　　$3000万　　1959年
 프랑스 에어로 스페셜社,　 영국 BAC社
- 콩코드계

　*콩코드 120席　　6400km　　$11000万　　1976年
 영국 　빅커스社　（現 BAE시스템）
- 바이카운트계

　*바이카운트　　　70席　　2700km　　$2000万　　1953年

### 러시아 제(소련 製）
소비에트 연방　일류신社　（S・V・일류신항공복합체）
- Il-96계

　*IL96-300　　300席　　11000km　 $4500万　　1988年
- Il-86계

　*IL86　　　　　360席　　4100km　　$4620万　　1981年
- Il-62계

　*IL62MK　　　170席　　8800km　　$3400万　　1978年
　*IL62M　　　　160席　　9000km　　$3200万　　1970年
　*IL62　　　　　150席　　7900km　　$3000万　　1965年
 소비에트 연방　투폴레프社
- Tu-204계

　*TU204　　　210席　　4600km　　$2600万　　1989年
- Tu-154계

　*TU154B　　160席　　4000km　　$2800万　　1977年
　*TU154　　　150席　　3900km　　$2400万　　1972年
- Tu-144계

　*TU144　　　140席　　4200km　　$9000万　　1977年
- Tu-134계

　*TU134　　　70席　　3700km　　$2200万　　1967年
- Tu-124계

　*TU124　　　40席　　5600km　　$2000万　　1962年
- Tu-104계

　*TU104　　　50席　　4000km　　$1500万　　1955年

### 게임 상의 가공의 여객기
보잉사
- 초음속 여객기

*B2001SST　300席　 6500km　$20250万　2008年
- 대형 여객기

*B2000HC　1000席　12000km　$40000万　2007年
*B747-500　 600席　11200km　$19500万　2004年
*(실 모델명)B747-8i : 게임 출시 이후 실제로 공개될 때 747-8로 확정.
2010년 처녀 비행 이후 여객용은 2012년부터 판매.

더글러스사
- 초음속 여객기

*MD1　　300席　8000km　$15680万　2009年
- 중형 여객기

*MD100　200席　7500km　 $3600万　1998年
*(실 모델명)B717-200 : 개발 당시 MD100이 아닌 MD95로 붙여질 예정이었으나
보잉에서 맥도널 더글러스를 인수하여 B717로 명칭 확정. 2006년 단종.

에어버스사
- 초음속 여객기

*A720　200席　4500km　$12500万　2010年
*A700　350席　6000km　$15500万　2010年
- 중형 여객기

*A370　200席　7200km　$3400万　2008年
*A360　500席　6000km　$15750万　2005年

## 이벤트

### 역사적 이벤트
- 1956년부터 2000년까지의 하계 올림픽(실제 개최도시와 동일)
- 영국으로부터 말레이시아 분리
- 영국으로부터 피지 분리
- 영국으로부터 자메이카 분리
- 영국으로부터 케냐 분리
- 프랑스로부터 알제리 분리
- 프랑스로부터 튀니지 분리
- 말레이시아로부터 싱가포르 분리
- 피델 카스트로의 등장(쿠바의 각국에 대한 우호도 변화)
- 중동전쟁
- 인도 - 파키스탄 전쟁
- 욤키푸르 전쟁
- 석유 파동
- 이란-이라크 전쟁
- 페루 시민 전쟁
- 걸프 전쟁
- 소비에트 연방의 페레스트로이카 정책
- 베를린 장벽 붕괴와 독일 통일
- 소련 해체
- 영국이 홍콩을 중국으로 반환
- 유럽 연합의 출범

### 가상 이벤트
- 2004년 하계 올림픽부터 개최지가 무작위로 정해진다.
- 러시아의 유럽 연합 가입
- 브라질에서 시민전쟁
- 초음속 여객기의 도입과 쇠퇴(2007년 ~ 2016년)

## 대륙별 도시 일람
- 도시의 소속 국가의 변화는 게임 중에 사용된 것을 인용하였다.

### 동아시아
일본
- 도쿄, 오사카, 삿포로, 후쿠오카

 한국
- 서울

 중화민국
- 타이베이

 중국
- 북경, 상하이

 영국 →  중국
- 홍콩

 영국 →  말레이시아
- 쿠알라룸푸르

 영국 →  말레이시아 →  싱가포르
- 싱가포르

 필리핀
- 마닐라, 세부

 태국
- 방콕

 미국
- 괌, 사이판

 소비에트 연방 →  러시아 →  EU
- 하바로프스크

### 중동
인도
- 뉴델리, 캘거타, 봄베이

 파키스탄
- 카라치, 이슬라마바드

 소비에트 연방 →  우즈베키스탄
- 타슈켄트

 이란
- 테헤란

 이라크
- 바그다드

### 유럽
소비에트 연방 →  러시아 →  EU
- 모스크바, 로스토프

 소비에트 연방 →  벨라루스 →  EU
- 민스크

 소비에트 연방 →  우크라이나 →  EU
- 키예프

 노르웨이 →  EU
- 오슬로

 스웨덴 →  EU
- 스톡홀름

 덴마크 →  EU
- 코펜하겐

 핀란드 →  EU
- 헬싱키

 동독 →  독일 →  EU
- 베를린

 서독 →  독일 →  EU
- 프랑크푸르트, 뮌헨

 네덜란드 →  EU
- 암스테르담

 벨기에 →  EU
- 브뤼셀

 스위스 →  EU
- 취리히

 오스트리아 →  EU
- 빈

 이탈리아 →  EU
- 로마, 밀라노

 그리스 →  EU
- 아테네

 영국 →  EU
- 런던, 맨체스터

 프랑스 →  EU
- 파리, 니스

 스페인 →  EU
- 바르셀로나, 마드리드

### 아프리카
이집트
- 카이로

 리비아
- 트리폴리

 에티오피아
- 아디스아바바

 프랑스 →  튀니지
- 튀니스

 프랑스 →  알제리
- 알제

 영국 →  나이지리아
- 라고스

 영국 →  케냐
- 나이로비

### 북미
캐나다
- 밴쿠버, 토론토

 미국
- 뉴욕, 워싱턴 D.C, 아틀란타, 시카고, 댈러스, 로스앤젤레스, 필라델피아, 마이애미, 휴스턴, 덴버, 피닉스, 시애틀, 샌프란시스코, 호놀룰루

### 중남미
멕시코
- 멕시코시티

 쿠바
- 아바나

 영국 →  자메이카
- 킹스턴

 페루
- 리마

 브라질
- 상파울루, 리우데자네이루

 아르헨티나
- 부에노스아이레스

 칠레
- 산티아고

### 오세아니아
오스트레일리아
- 시드니, 퍼스, 브리즈번, 멜버른, 애들레이드

 뉴질랜드
- 오클랜드

 영국 →  피지
- 난디

 누벨칼레도니
- 누메아

 타히티
- 파페에테